# مايك ميرفي (لاعب هوكي الجليد)
مايك ميرفي هو لاعب هوكي الجليد كندي، ولد في 12 سبتمبر 1950 في تورونتو في كندا.

## وصلات خارجية
- مايك ميرفي (لاعب هوكي الجليد) على موقع دوري الهوكي الوطني (الإنجليزية)
- مايك ميرفي (لاعب هوكي الجليد) على موقع EliteProspects.com (الإنجليزية)
- مايك ميرفي (لاعب هوكي الجليد) على موقع HockeyDB.com (الإنجليزية)
- مايك ميرفي (لاعب هوكي الجليد) على موقع Hockey-Reference.com (الإنجليزية)